# Seriolella
Seriolella es un género de peces actinopeterigios marinos, distribuidos por todos los océanos del Hemisferio sur.

## Especies
Existen seis especies reconocidas en este género:
- Seriolella brama (Günther, 1860)
- Seriolella caerulea Guichenot, 1848
- Seriolella porosa Guichenot, 1848
- Seriolella punctata (Forster, 1801)
- Seriolella tinro Gavrilov, 1973
- Seriolella violacea Guichenot, 1848